# Drasteriodes luxurians
Drasteriodes luxurians är en fjärilsart som beskrevs av Edward P. Wiltshire 1961. Drasteriodes luxurians ingår i släktet Drasteriodes och familjen nattflyn. Inga underarter finns listade i Catalogue of Life.